# Василиј Тропињин
Василиј Андрејевич Тропињин (рус. Васи́лий Андре́евич Тропи́нин; 30. март 1776  – 16. мај 1857) био је руски романтичарски сликар. Велики део свог живота провео је као кмет; слободу је стекао тек са више од четрдесет година. Три његова важнија дела су портрет Александра Пушкина и слике под називом Чипкарица и Златовезица.

## Биографија
Рођен је као кмет грофа Миниха у селу Корпово Новгородске губерније. Премештен је грофу Моркову као део мираза Минихове ћерке. Убрзо је послат у Санкт Петербург да изучи занат посластичара. Уместо да научи свој занат, Тропињин је тајно похађао бесплатне часове цртања на Царској академији уметности.
Године 1799, његов власник је дозволио Тропињину да студира на Академији као студент без права на дипломирање. Похађао је лекције код С. С. Шукина, а подржао га је председник Академије Александар Сергејевич Строганов. Године 1804. Тропињиново дело Дечак који тугује за мртвом птицом било је изложено на изложби Академије и приметила га је тадашња руска царица (највероватније царица Марија Фјодоровна).
Гроф Морков је позвао Тропињина из Санкт Петербурга на његово украјинско имање Кукавка. Тропињин је постављен за посластичара и лакеја. Убрзо се власник предомислио и задужио Тропињина да копира дела европских и руских сликара и изради портрете Моркова. Тропињин је осликао и локалну цркву. Тропињин је провео двадесетак година свог живота у Украјини, а многа његова дела из тог времена била су о украјинском народу и сеоском животу у Украјини.
Ипак, Тропињин је наставио да ради и учи. Као афирмисани портретиста, написао је:
| „ | Студирао сам мало... на Академији, али сам учио... у Малоросији. Тамо сам сликао природу без одмора, сликао све и свакога и ови радови су, чини ми се, најбољи од свих које сам до сада створио. | ” |

Најзначајнија дела тог периода су Портрет А. И. Тропињине, уметникове жене (1809), Портрет Арсенија Тропињина, уметниковог сина (око 1818), Портрет писца и историчара Н. М. Карамзина (1818).

## Академик
Године 1823. у 47. години Тропињин је коначно постао слободан човек и преселио се у Москву. Исте године представио је своје слике Чипкарица, Просјак и Портрет уметника Скотникова Царској академији уметности и добио званичан сертификат сликара (Свободниј һудожник). Године 1824. изабран је за академика.
Године 1843. изабран је за почасног члана Московског уметничког друштва. 
Умро је 1857. године и сахрањен је на Ваганковском гробљу. 
Током свог живота Тропињин је насликао више од 3.000 портрета.
Године 1969. у Москви је отворен Тропињинов музеј.

## Галерија
- Тропињинова дела
- Породични портрет племићке породице Морков, 1813
- Портрет Арсенија Тропињина, уметниковог сина, 1818.
- Портрет Николаја Карамзина, 1818
- Тренер, 1820.
- Устим Кармаљук, 1820s
- Константин Равич, 1823.
- Жена крај прозора, 1841.
- Златовезица, 1826.
- Потрет Александра Пушкина, 1827.
- Портрет А. Ф. Мазурина, 1839.